# لوکا کیلیان

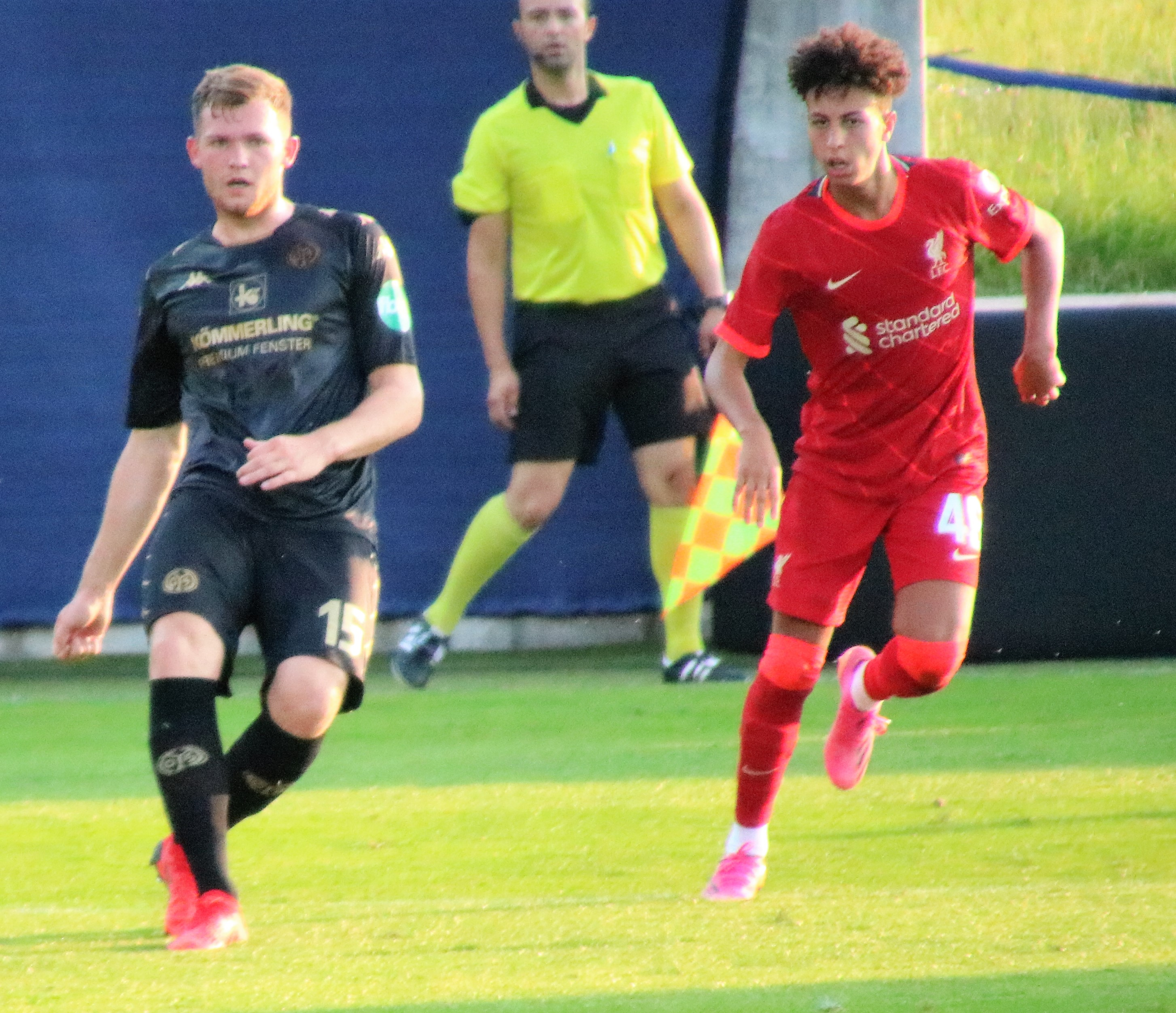
لوکا یانیس کیلیان (لباس تیره) - ۲۰۲۱

لوکا یانیس کیلیان (به آلمانی: Luca Jannis Kilian) (زاده ۱ سپتامبر ۱۹۹۹) یک فوتبالیست حرفه‌ای آلمانی است که به عنوان مدافع باشگاه پادربورن بازی می‌کند.

## فوتبال حرفه‌ای
کیلیان در سن ۱۱ سالگی از باشگاه محلی خود هومبروخ به آکادمی جوانان بوروسیا دورتموند پیوست. در ۲۴ مه ۲۰۱۹، وی با پادربورن قرارداد حرفه‌ای امضا کرد. او اولین بازی حرفه‌ای خود را با پادربورن در باخت ۳–۲ بوندس‌لیگایی مقابل بایرن مونیخ در ۲۸ سپتامبر ۲۰۱۹ انجام داد.

## زندگی شخصی
کیلیان نوه فوتبالیست سابق آلمانی آمند تیس است. در سیزدهم مارس سال ۲۰۲۰، آزمایش کروناویروس کیلیان مثبت شد.